# Chocianów
Chocianów (deutsch: Kotzenau; schlesisch Kutzn) ist eine Stadt im Powiat Polkowicki der Woiwodschaft Niederschlesien in Polen. Sie ist Sitz der gleichnamigen Stadt- und Landgemeinde mit 12.721 Einwohnern (Stand 31. Dezember 2020).

## Geographische Lage
Die Stadt liegt in Niederschlesien, westlich der Stadt Lubin (Lüben) und nordwestlich von Legnica (Liegnitz).

## Geschichte

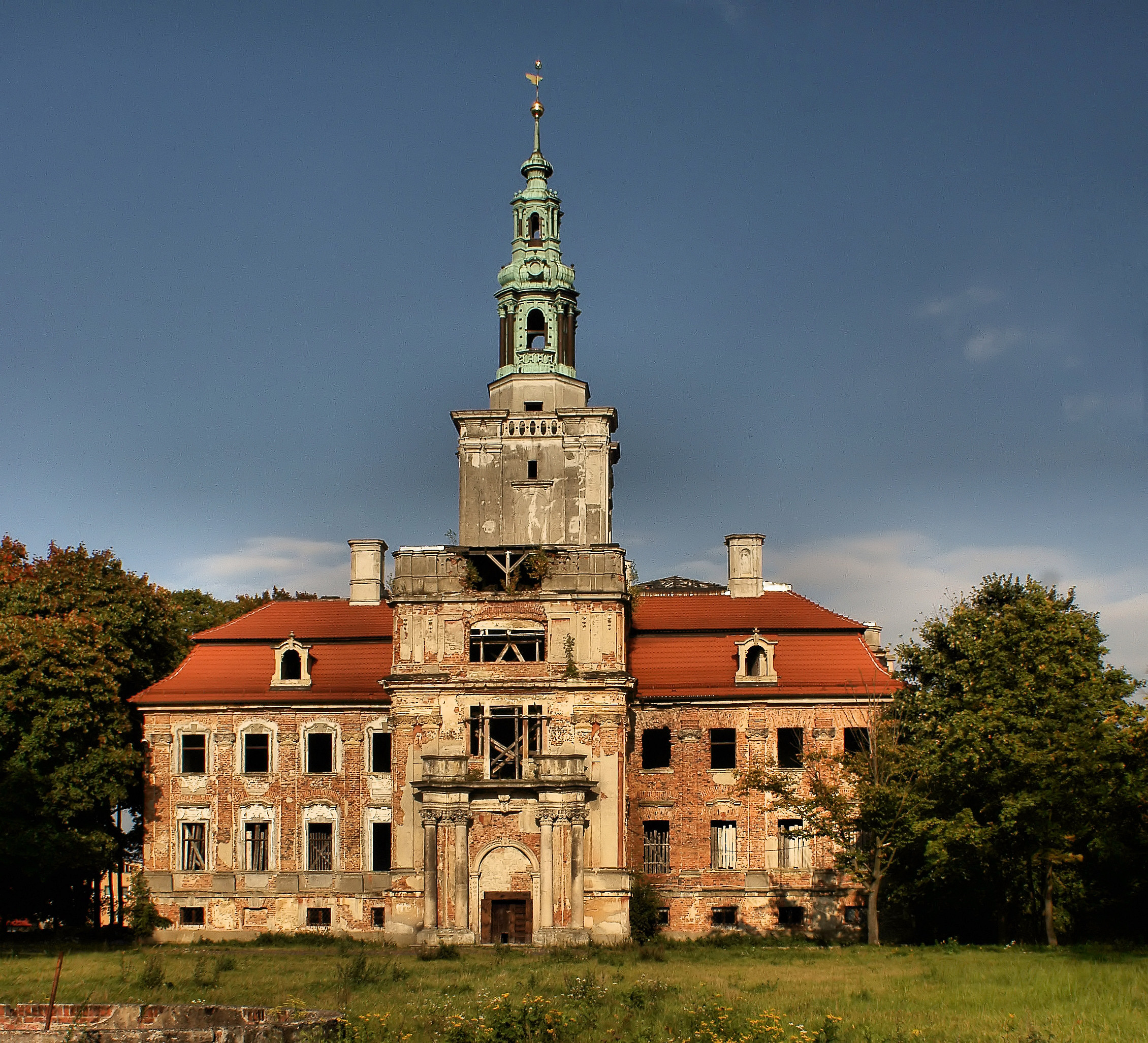
Schloss Kotzenau, erbaut 1728–1732

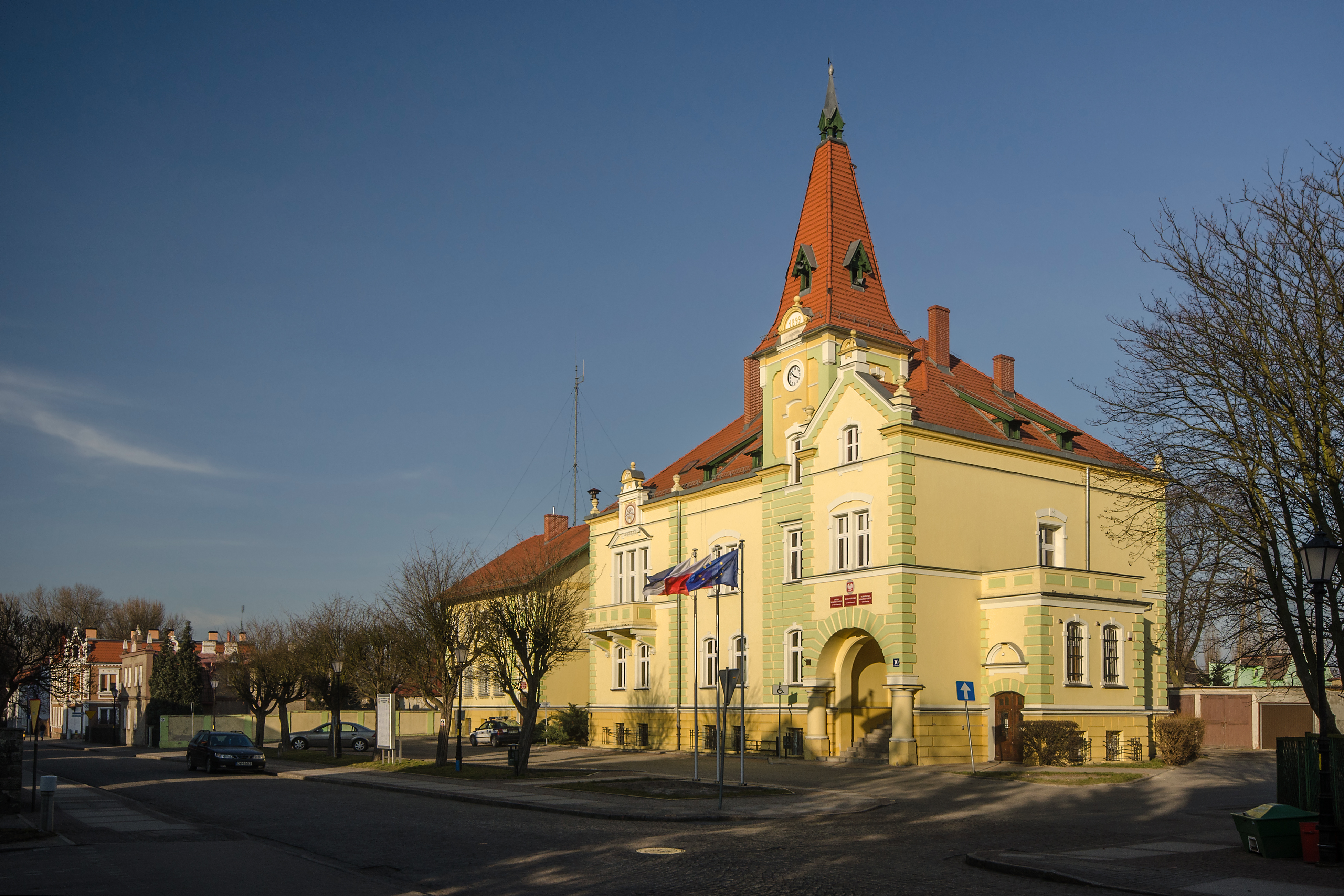
Rathaus

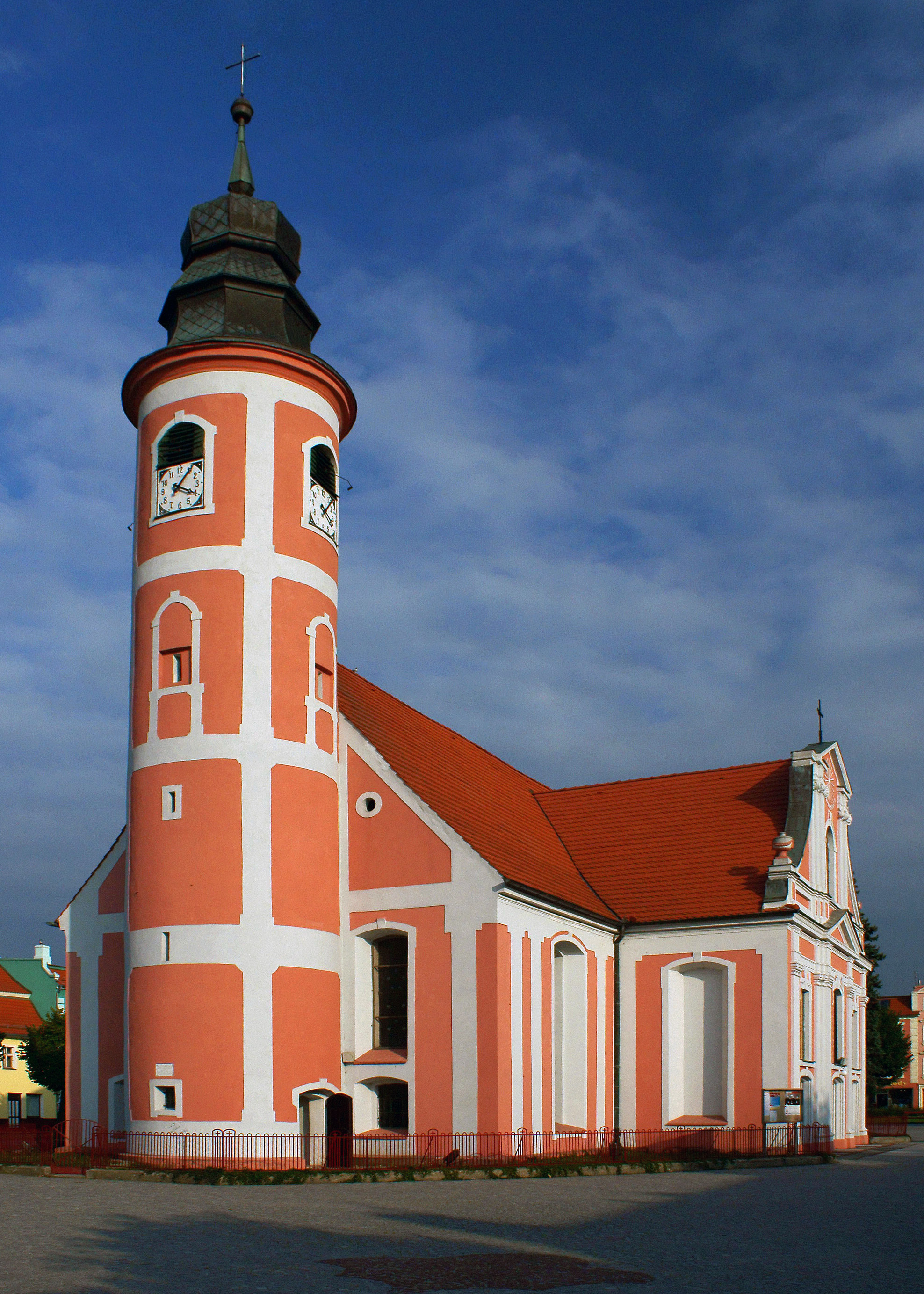
Josefskirche

Kotzenau gehörte von Anfang an zum Herzogtum Liegnitz. Erstmals urkundlich erwähnt wurde es mit Nikolaus de Cosenow am 9. Juli 1284. Nach dem Tod des Herzogs Heinrich V. 1296 erreichte Herzog Bolko I. als Vormund der Söhne Heinrichs V. die Rückgabe des nach 1290 von Herzog Heinrich III. von Glogau besetzten Gebietes um Haynau an das Herzogtum Liegnitz. 1297 ließ Herzog Bolko I. eine Burg in Kotzenau errichten. Die Existenz einer Kapelle kann erstmals für 1487 belegt werden. 1507 gelangte es an Georg von Schellendorf. 1518 wurde es von Christoph Schkopp von Kotzenau erworben. 1580 gehörte es dem Hans von Soran, 1584 dem Jakob von Schoenaich, 1587 den Herren von Nostitz und 1613 dem Alexander von Stosch.
Die steinerne Kirche wurde vermutlich im Jahre 1596 errichtet. Im Dreißigjährigen Krieg führte der Feldherr Albrecht von Wallenstein seine Armee an Kotzenau vorbei, wobei es geplündert und verwüstet wurde. Anschließend war der Ort etwa 15 Jahre unbewohnt. Das barocke Schloss Kotzenau wurde von 1728 bis 1732 durch den Architekten Martin Frantz für Melchior Gottlob von Reden unter Verwendung der älteren Burg errichtet.
Nach dem Ersten Schlesische Krieg und dem Vorfrieden von Breslau kam Kotzenau zusammen mit den größten Teil Schlesiens an Preußen. Am 30. Oktober 1746 kam es im Ort zu einem großen Brand, der die Kirche und andere Gebäude zerstört wurden. Im Februar des folgenden Jahres wurde mit dem Bau einer neuen Kirche begonnen, die nach elf Monaten fertiggestellt war.
1842 lebten in Kotzenau, das dem Landkreis Lüben angehörte, 53 Handwerker und 11 Händler. Es wurden zwei Wasser- und sieben Windmühlen betrieben. Am 1. August 1846 wurde das erste Postamt eröffnet. Im Mai und erneut im Oktober 1847 wüteten schwere Brände in der Ortschaft. Der Anschluss an das Schienennetz Reisicht–Freystadt erfolgte am 16. Mai 1892.
1894 erhielt Kotzenau das Stadtrecht. Im selben Jahr wurde mit dem Bau des Rathauses begonnen, das 1899 eingeweiht wurde. Die Ende des 13. Jahrhunderts von Herzog Bolko I. erbaute Burg war zuletzt im Besitz der Burggrafen zu Dohna. 1938 wurde das Kino Deli von Walter Porsche eröffnet, das unter dem Namen Tosca bis Ende des 20. Jahrhunderts in Betrieb blieb.
Während des Zweiten Weltkriegs bestand im Ort ein Arbeitslager für jüdische Männer des KZ Groß-Rosen; auf dem Gelände des Stahlwerks wurde eine Flugzeugmotorenfabrik betrieben.
Im Jahr 1945 gehörte Kotzenau zum Landkreis Lüben im Regierungsbezirk Liegnitz der preußischen Provinz Niederschlesien des Deutschen Reichs.
Am 10. Februar 1945 marschierte die 13. Armee der Roten Armee in die Stadt ein. Als Folge des Zweiten Weltkriegs fiel Kotzenau bei Kriegsende 1945 mit dem größten Teil Schlesiens an Polen. Nachfolgend wurde Kotzenau in Chocianów umbenannt. Die deutsche Bevölkerung wurde, soweit sie nicht vorher geflohen war, vertrieben. Die neu angesiedelten Bewohner stammten teilweise aus Ostpolen, das an die Sowjetunion gefallen war.
1951 wurde das Metallverarbeitungs-Unternehmen CHOFUM gegründet, 1952 der erste Kindergarten eröffnet. In der Stadt produziert das Maschinenbauunternehmen Fabryka Urządzeń Mechanicznych CHOFUM.
Durch Chocianów führen die Woiwodschaftsstraße 331 und die Woiwodschaftsstraße 328 endet in der Stadt. Die 328 mündet etwa 40 Kilometer nördlich in Nowe Miasteczko in die Europastraße 65. Die 331 endet im Süden im 20 Kilometer entfernten Chojnów, im Norden mündet sie nach etwa 15 Kilometern in die Europastraße 65 in Polkowice.

## Gemeinde
Zur Stadt- und Landgemeinde Chocianów mit einer Fläche von 230,3 km² gehören die Stadt selbst und zwölf Dörfer mit Schulzenämtern.

## Baudenkmäler
- Katholische Pfarrkirche St. Joseph (Kościół św. Józefa) klassizistisch mit Renaissance-Ausschmückung und dem Taufbecken von 1585 aus einer älteren Kirche. Das Gebäude steht in der Mitte des Rings, errichtet wurde es wohl im 16. Jahrhundert und nach einem Brand 1746 umgebaut, renoviert im 19. und 20. Jahrhundert. Im Inneren sind an drei Seiten Emporen, an der Decke Rokoko-Stuckdekor. Dazu kommt das Rittergrabmal des Alexander von Stosch (gest. 1616). Die Kirche war seit der Reformation evangelisch, seit den 1950er Jahren wird sie von katholischen Christen genutzt.[2]
- Schloss Kotzenau (Pałac w Chocianowie) mit Park und Pavillon. Das Schloss wurde Ende des 13. Jahrhunderts errichtet und Ende des 15. Jahrhunderts umgebaut für die Herzöge von Liegnitz. Um 1600 gehörte es den Herren von Nostitz. 1728–32 wurde es barock umgebaut für Melchior Gottlob von Redern. Durch Brand wurde es 1945 zerstört, 1965–66 gesichert und seit 1997 renoviert. Barock- und Rokoko-Dekor ist teilweise erhalten, es gibt ein repräsentatives Treppenhaus. Eine barocke Gartenanlage bildet mit der Bebauung ein einheitliches Ganzes. Der Barockgarten ist integriert in einen großen Park aus dem 19. Jahrhundert.[3]

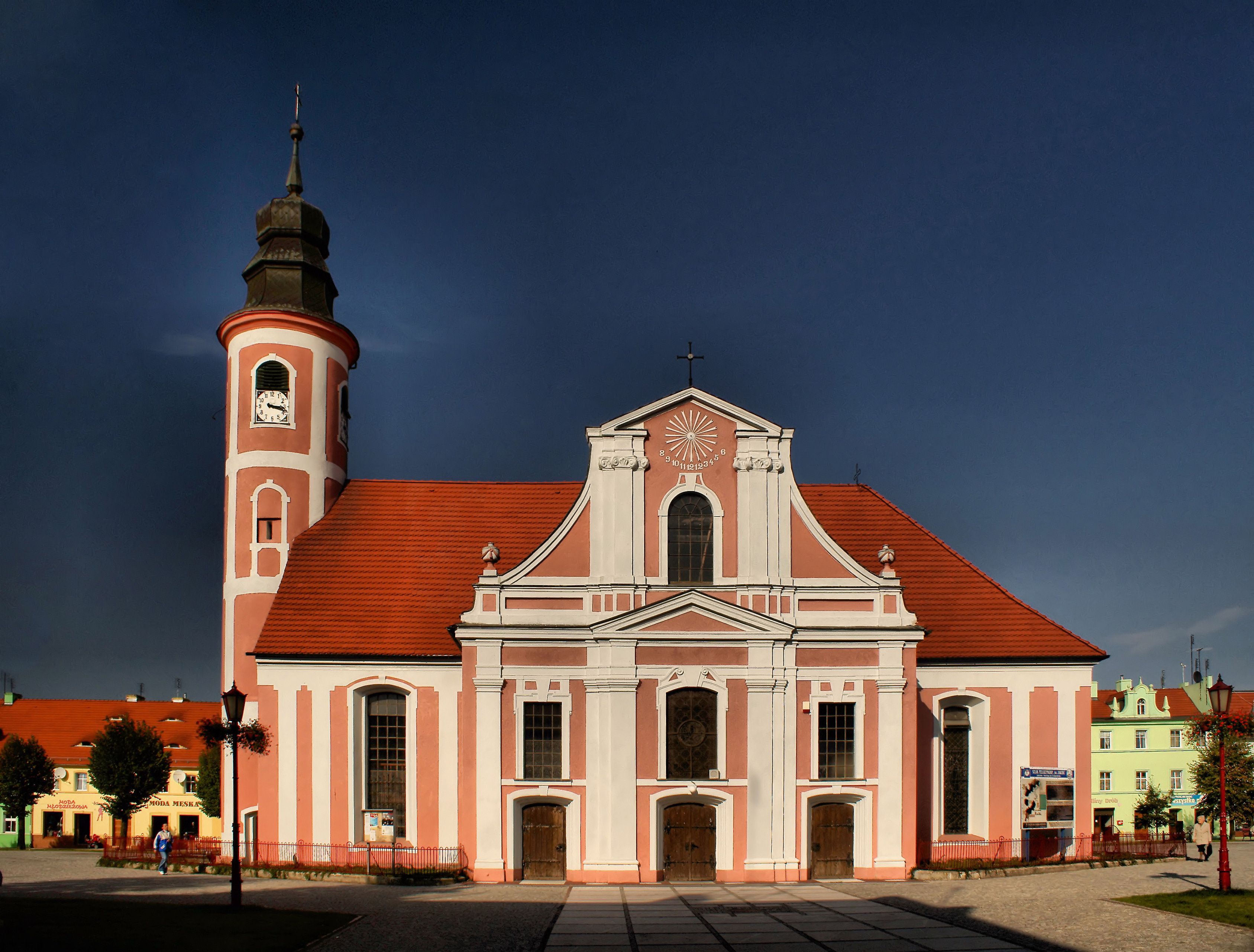
St. Joseph
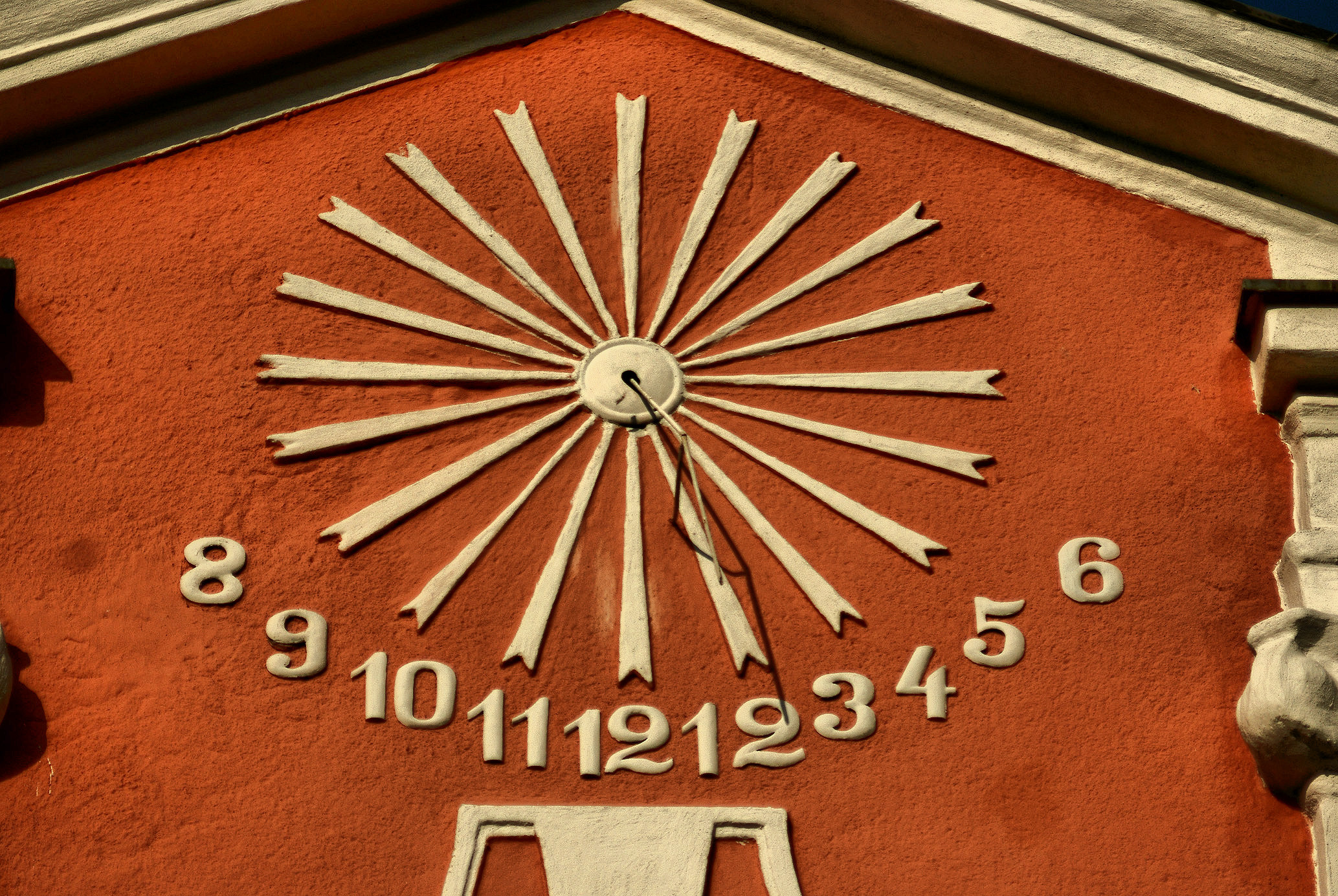
Die Sonnenuhr an St. Joseph
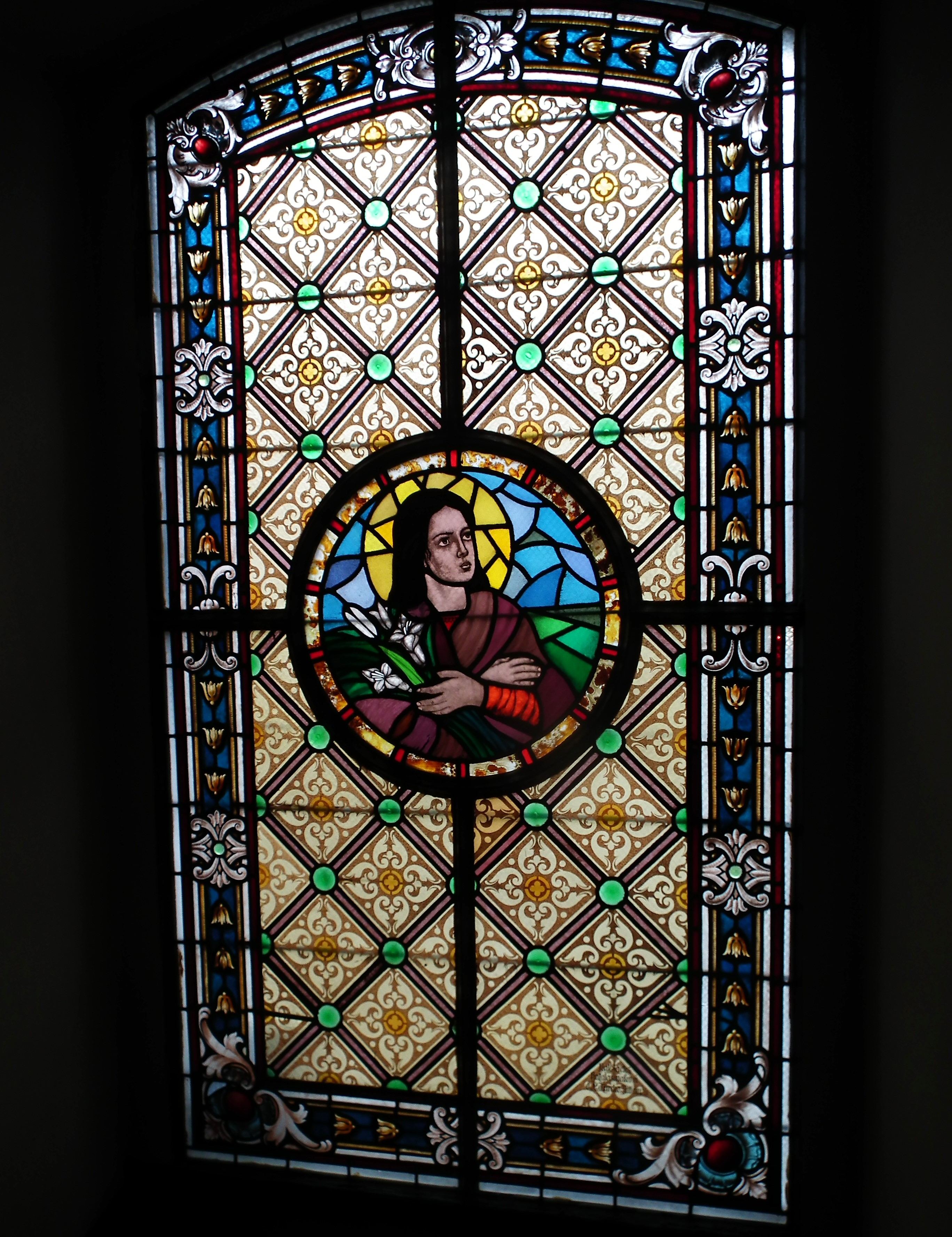
Kirchenfenster von St. Joseph
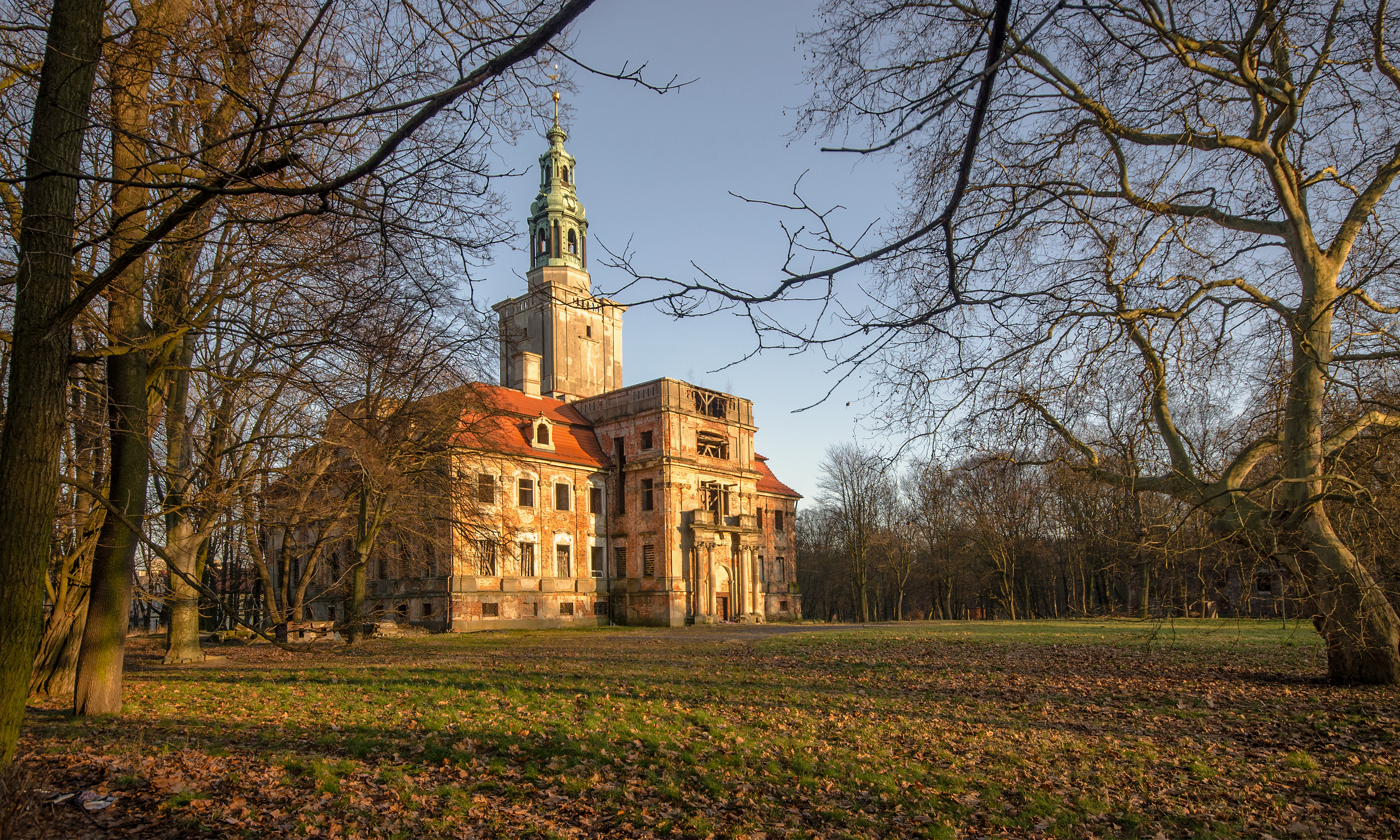
Schloss
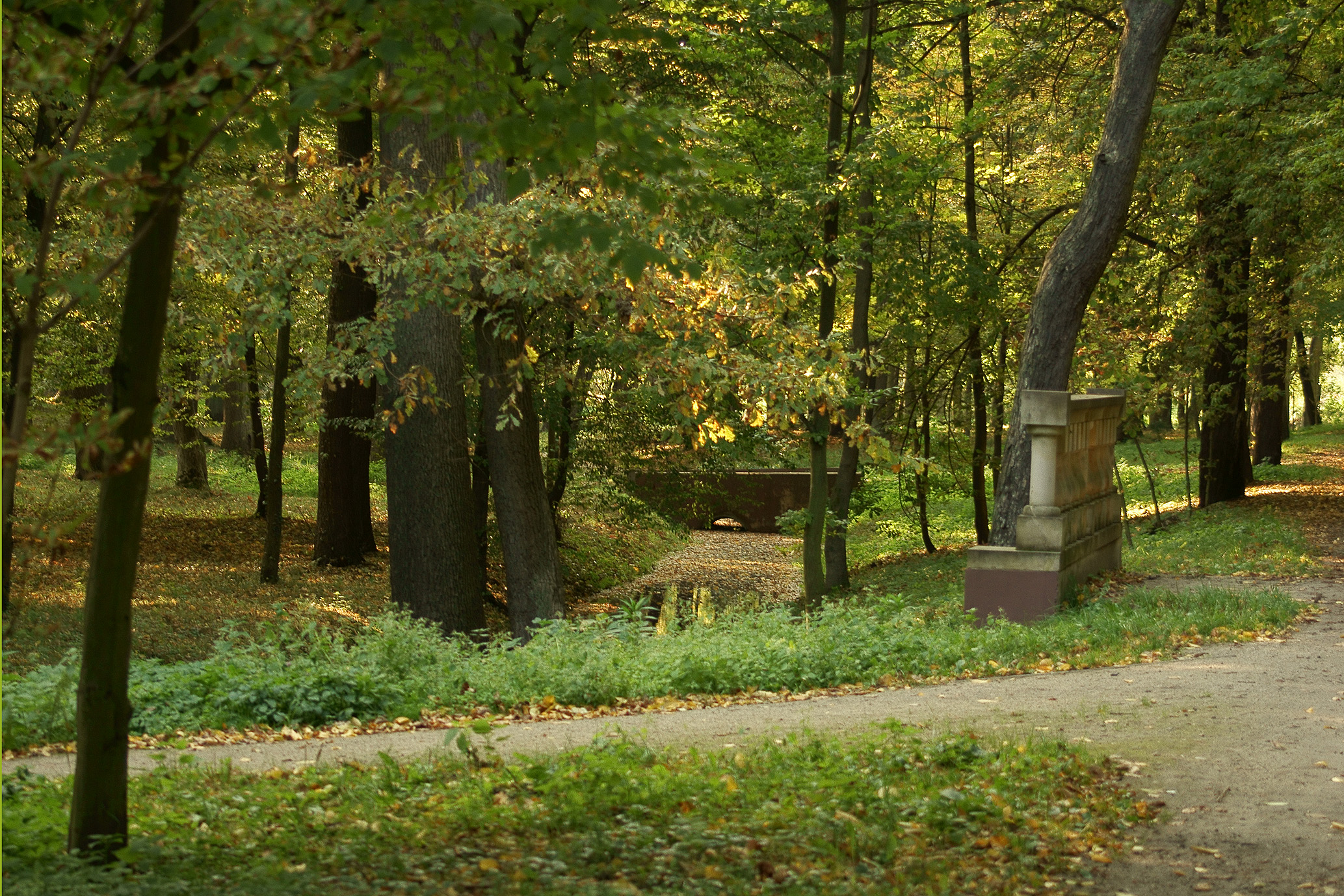
Schlosspark

## Demographie
| Jahr | Einwohner | Anmerkungen                                            |
| ---- | --------- | ------------------------------------------------------ |
| 1818 | 329       | Marktflecken                                           |
| 1895 | 4118      | davon 3696 Evangelische, 411 Katholiken und zehn Juden |
| 1900 | 3779      | [ 6 ]                                                  |
| 1910 | 4243      | am 1. Dezember, auf einer Fläche von 628 ha            |
| 1933 | 4055      | [ 9 ]                                                  |
| 1939 | 5255      | [ 9 ]                                                  |

## Söhne und Töchter der Stadt
- Ludwig Conrad von Schweinitz (1688–1772), preußischer Landrat
- Heinrich zu Carolath-Beuthen (1783–1864), freier Standesherr, preußischer General der Kavallerie
- Adelheid Poninska (1804–1881), Sozialreformerin und Stadtplanerin
- Hermann zu Dohna-Kotzenau (1809–1872), liberaler Reichstags- und Landtagsabgeordneter
- Alfred Zobel (1865–1943), deutscher Pfarrer, Kirchenhistoriker und Autor
- Gotthard Kronstein (1927–1997), Opernsänger und Theaterleiter
- Gerhard Paul (1936–1994), Redemptorist
- Robert Grzywna (1974–2010), Pilot und Major der polnischen Luftstreitkräfte, Opfer des Flugzeugabsturzes bei Smolensk
- Maciej Zięba (* 1987), deutsch-polnischer Fußballspieler